# Dragan Šolak
Dragan Šolak (nascut a Vrbas el 30 de març de 1980), és un jugador d'escacs serbi, tot i que actualment (des de desembre de 2011) representa la Federació d'Escacs de Turquia, i que té el títol de Gran Mestre des de 2001.
Tot i que roman inactiu des de desembre de 2019 la llista d'Elo de la FIDE del desembre de 2021, hi tenia un Elo de 2594 punts, cosa que en feia el jugador número 4 de Turquia. El seu màxim Elo va ser de 2635 punts, a la llista d'abril de 2014 (posició 140 al rànquing mundial).

## Resultats destacats en competició
El 2002 empatà als llocs 1r-3r amb Vladimir Tukmakov i Andrei Sokolov al Hilton Open a Basilea i empatà als llocs 3r–4t amb Ketino Kachiani-Gersinska al Casino Open a Interlaken.
L'abril de 2005 empatà al segon lloc a l'Obert de Dubai, amb nou altres escaquistes (el campió fou Wang Hao).
El 2011 empatà als llocs 3r–7è amb Serguei Vólkov, Ioannis Nikolaidis, Konstantine Shanava i Fernando Peralta al 1r Torneig Internacional Isthmia. El 2012 es proclamà Campió de Turquia, un títol que repetí a l'edició següent, el 2013.
El 2013 empatà al primer lloc amb 7/9 punts al fort Memorial Txigorin (el campió per desempat fou Oleksandr Aresxenko).
El 2014 empatà al segon lloc al campionat d'Europa individual, a Erevan, amb 8 punts d'11 partides, amb set jugadors més (el campió fou el rus Aleksandr Motiliov). Aquest resultat el va classificar per la Copa del Món de 2015. El juny del 2014 al Golden Sands Open a Bulgària, empatà al primer lloc amb 7 punts amb altres jugadors, però fou tercer per desempat, rere Axel Bachmann i Tigran Petrossian.
El 2015 fou campió de l'Obert de Dubai amb 7 punts de 9.

### Participació en competicions per equips
Ha participat en les Olimpíades d'escacs de 2000, 2004, 2008, i 2012 i als Campionats d'Europa per equips de 1999, 2005, 2009 i 2011.
Està casat amb Yıldız Çavuşoğlu, jugadora de la selecció nacional d'escacs turca.